# Pterolophia partealbicollis
Pterolophia partealbicollis là một loài bọ cánh cứng trong họ Cerambycidae.